# Trinity College (Cambridge)
Pour les articles homonymes, voir Trinity College.

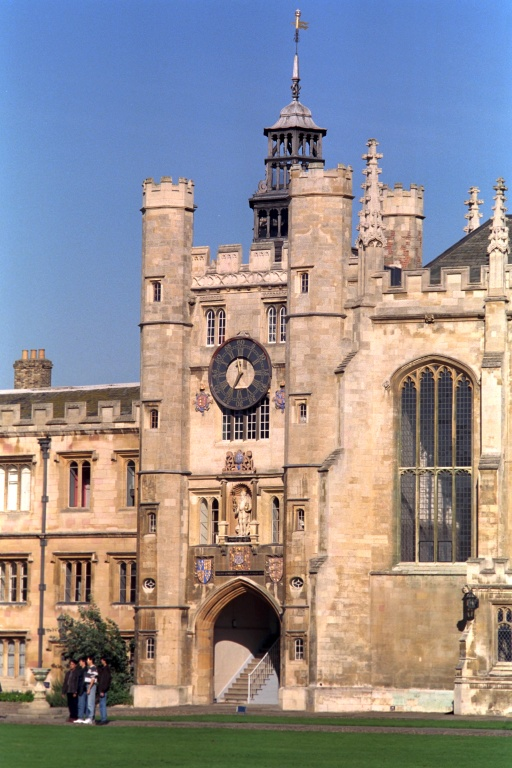
Horloge du Trinity College

Fondé en 1546 à Cambridge par Henri VIII,  Trinity College constitue le plus grand des 31 colleges de l'université de Cambridge. C'est aussi le college le plus riche du Royaume-Uni, tout patrimoine des colleges d'Oxford et Cambridge confondu. Trinity College possède un effectif d'un millier d'étudiants par an. Parmi ses anciens membres (étudiants ou enseignants), le college compte 33 prix Nobel, une performance unique au monde au regard du faible nombre d'étudiants accueillis chaque année.
Outre l'excellence académique, le college est célèbre pour son bal de fin d'année organisé chaque année par le club d'aviron de Trinity, le Trinity Boat Club. Dans une niche au-dessus de l'entrée principale, on ne peut manquer d'apercevoir la statue de son fondateur, le roi Henri VIII. Le collège Christ Church à Oxford, inauguré la même année, est jumelé avec lui, de même que deux clubs d'avirons locaux plus récents.

## Personnalités
Cette entité de l'université de Cambridge a formé 33 Prix Nobel. Parmi les  personnalités passées par Trinity College, on peut citer :
- le philosophe Francis Bacon 1561-1626 ;
- le mathématicien Isaac Newton 1642-1727 (dont le premier exemplaire des Philosophiae Naturalis Principia Mathematica est conservé à la bibliothèque du college) ;
- le pasteur William Dealtry (1775–1847), archidiacre de Surrey et membre de la Royal Society ;
- le mathématicien Charles Babbage 1791-1871 (a construit l'ancêtre de tous les ordinateurs) ;
- le peintre et paysagiste William Andrews Nesfield (1793-1881)
- le roi Édouard VII 1841-1910 ;
- Aleister Crowley (1875-1947) ;
- le logicien et philosophe Bertrand Russell (1872-1970) ;
- l'économiste Maurice Dobb (1900-1976), de 1948 à 1976 ;
- le fondateur de Portmeirion Clough Williams-Ellis (1883-1978) ;
- le Premier ministre tory de 1902 à 1905 Arthur Balfour ;
- l'historien d'art et agent double Anthony Blunt (1907-1983) ;
- le Premier ministre indien Rajiv Gandhi (1944-1989) ;
- Le roi Charles III, né en 1948 ;
- l'actuel archevêque de Cantorbéry Justin Welby, né en 1956 ;
- le philosophe Muhammad Iqbal (1877-1938) ;
- le 4e comte de Sandwich John Montagu 1768-1771 (inventeur du sandwich) ;
- le mathématicien Michael Atiyah (1929-2019), qui a obtenu la médaille Fields en 1966 et le prix Abel en 2004;
- l'économiste Amartya Sen

- le mathématicien Srinivasa Ramanujan (1887-1920) auteur des 4 cahiers de Ramanujan;

## Les 33 lauréats du prix Nobel
| Nom                          | Discipline              | Année |
| ---------------------------- | ----------------------- | ----- |
| John William Strutt Rayleigh | Physique                | 1904  |
| J. J. Thomson                | Physique                | 1906  |
| Ernest Rutherford            | Chimie                  | 1908  |
| William Bragg                | Physique                | 1915  |
| Lawrence Bragg               | Physique                | 1915  |
| Charles Glover Barkla        | Physique                | 1917  |
| Niels Bohr                   | Physique                | 1922  |
| Francis Aston                | Chimie                  | 1922  |
| Archibald V. Hill            | Physiologie ou Médecine | 1922  |
| Sir Austen Chamberlain       | Paix                    | 1925  |
| Owen Willans Richardson      | Physique                | 1928  |
| Frederick Gowland Hopkins    | Physiologie ou Médecine | 1929  |
| Edgar Douglas Adrian         | Physiologie ou Médecine | 1932  |
| Sir Henry Dale               | Physiologie ou Médecine | 1936  |
| George Paget Thomson         | Physique                | 1937  |
| Bertrand Russell             | Littérature             | 1950  |
| Ernest Walton                | Physique                | 1951  |
| Richard Synge                | Chimie                  | 1952  |
| John Kendrew                 | Chimie                  | 1962  |
| Alan Lloyd Hodgkin           | Physiologie ou Médecine | 1963  |
| Andrew Huxley                | Physiologie ou Médecine | 1963  |
| Brian David Josephson        | Physique                | 1973  |
| Martin Ryle                  | Physique                | 1974  |
| James Meade                  | Sciences économiques    | 1977  |
| Pyotr Leonidovitch Kapitsa   | Physique                | 1978  |
| Walter Gilbert               | Chimie                  | 1980  |
| Aaron Klug                   | Chimie                  | 1982  |
| Subrahmanyan Chandrasekhar   | Physique                | 1983  |
| James Mirrlees               | Sciences économiques    | 1996  |
| John Pople                   | Chimie                  | 1998  |
| Amartya Sen                  | Sciences économiques    | 1998  |
| Venkatraman Ramakrishnan     | Chimie                  | 2009  |
| Sir Gregory Winter           | Chimie                  | 2018  |

## Curiosités
À titre d'anecdote, on peut voir devant l'entrée principale un pommier dont la légende raconte que son ancêtre est à l'origine de la découverte, par Newton, de la théorie de la gravitation universelle.
Trinity College partage avec King's College le privilège d'abriter la société secrète des « Apôtres de Cambridge » depuis près de deux siècles.
L'établissement est parfois surnommé le « collège des espions » en raison de la présence des « Cinq de Cambridge » (Magnificent Five en anglais), parmi ses étudiants au cours des années 1930.